# Comuna Mândra, Brașov
Mândra este o comună în județul Brașov, Transilvania, România, formată din satele Ileni, Mândra (reședința), Râușor, Șona și Toderița.

## Demografie
Componența etnică a comunei Mândra
     Români (85,98%)
     Romi (2,76%)
     Alte etnii (0,32%)
     Necunoscută (10,94%)
Componența confesională a comunei Mândra
     Ortodocși (86,01%)
     Alte religii (2,15%)
     Necunoscută (11,84%)
Conform recensământului efectuat în 2021, populația comunei Mândra se ridică la 2.788 de locuitori, în creștere față de recensământul anterior din 2011, când fuseseră înregistrați 2.762 de locuitori. Majoritatea locuitorilor sunt români (85,98%), cu o minoritate de romi (2,76%), iar pentru 10,94% nu se cunoaște apartenența etnică. Din punct de vedere confesional, majoritatea locuitorilor sunt ortodocși (86,01%), iar pentru 11,84% nu se cunoaște apartenența confesională.

## Politică și administrație
Comuna Mândra este administrată de un primar și un consiliu local compus din 13 consilieri. Primarul, Emil Morar[*], de la Partidul Social Democrat, este în funcție din 1 noiembrie 2024. Începând cu alegerile locale din 2024, consiliul local are următoarea componență pe partide politice:
|  | Partid                                          | Consilieri | Componența Consiliului | Componența Consiliului | Componența Consiliului | Componența Consiliului | Componența Consiliului |
|  | ----------------------------------------------- | ---------- | ---------------------- | ---------------------- | ---------------------- | ---------------------- | ---------------------- |
|  | Partidul Social Democrat                        | 5          |                        |                        |                        |                        |                        |
|  | Alianța Dreapta Unită                           | 3          |                        |                        |                        |                        |                        |
|  | Partidul Național Liberal                       | 2          |                        |                        |                        |                        |                        |
|  | Alianța pentru Unirea Românilor                 | 1          |                        |                        |                        |                        |                        |
|  | Partidul Ecologist Român                        | 1          |                        |                        |                        |                        |                        |
|  | Partidul Alternativa pentru Demnitate Națională | 1          |                        |                        |                        |                        |                        |

## Primarii comunei
- 1996[7] - 2000 - Oancea Matei, de la USD
- 2000[8] - 2001 - Boieriu Gheorghe, de la APR
- 2001 - 2004 - Taflan Ioan Șerban de la PSD
- 2004[9] - 2008 - Taflan Ioan Șerban, de la PSD
- 2008[10] - 2012 - Taflan Ioan Șerban, de la PSD
- 2012[11] - 2016 - Taflan Ioan Șerban, de la USL
- 2016[12] - 2020 - Taflan Ioan Șerban, de la PSD
- 2020[13] - 2024 - Taflan Ioan Șerban, de la PSD

## Imagini

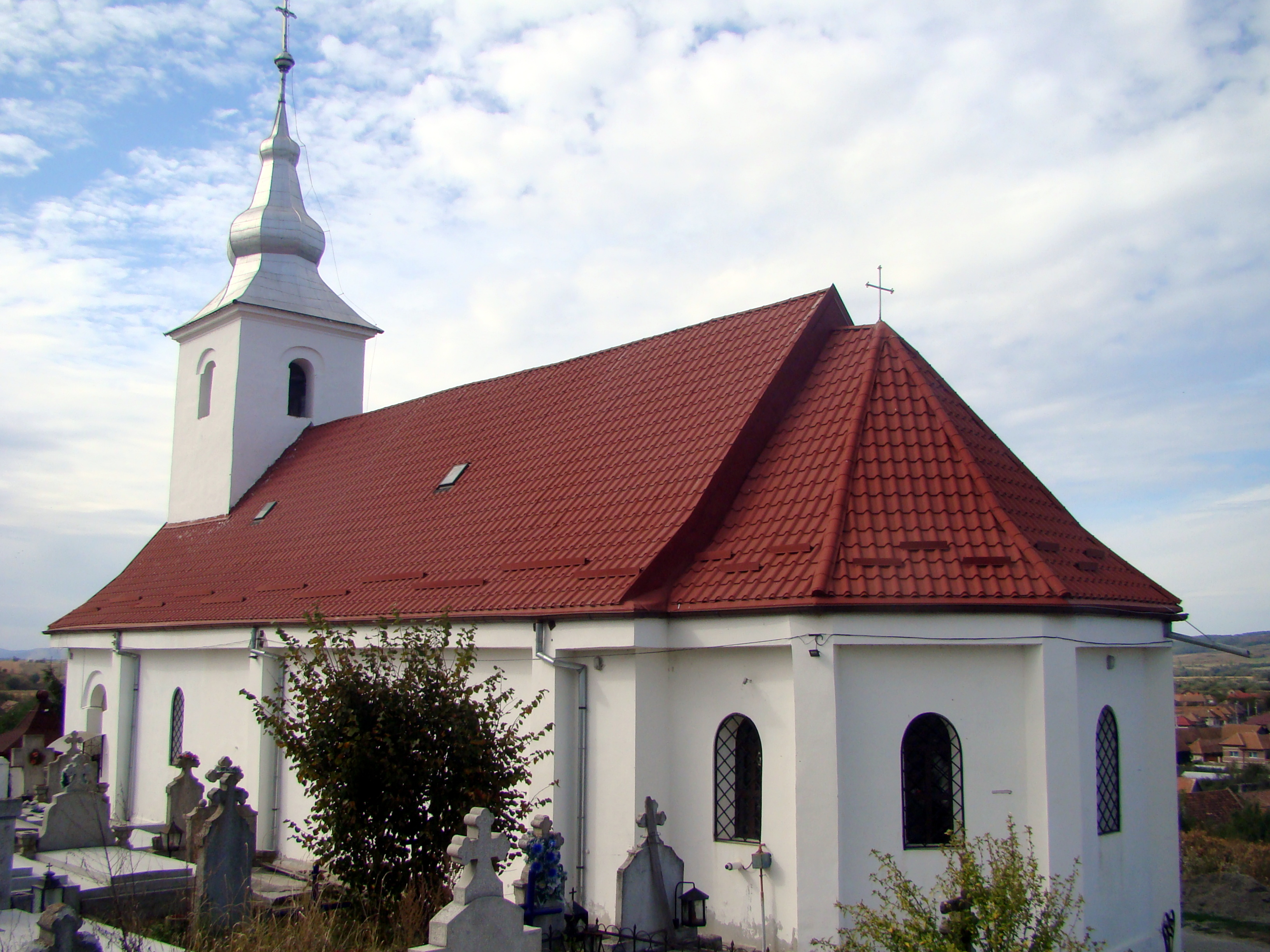
Biserica ortodoxă Înălțarea Domnului, din Mândra

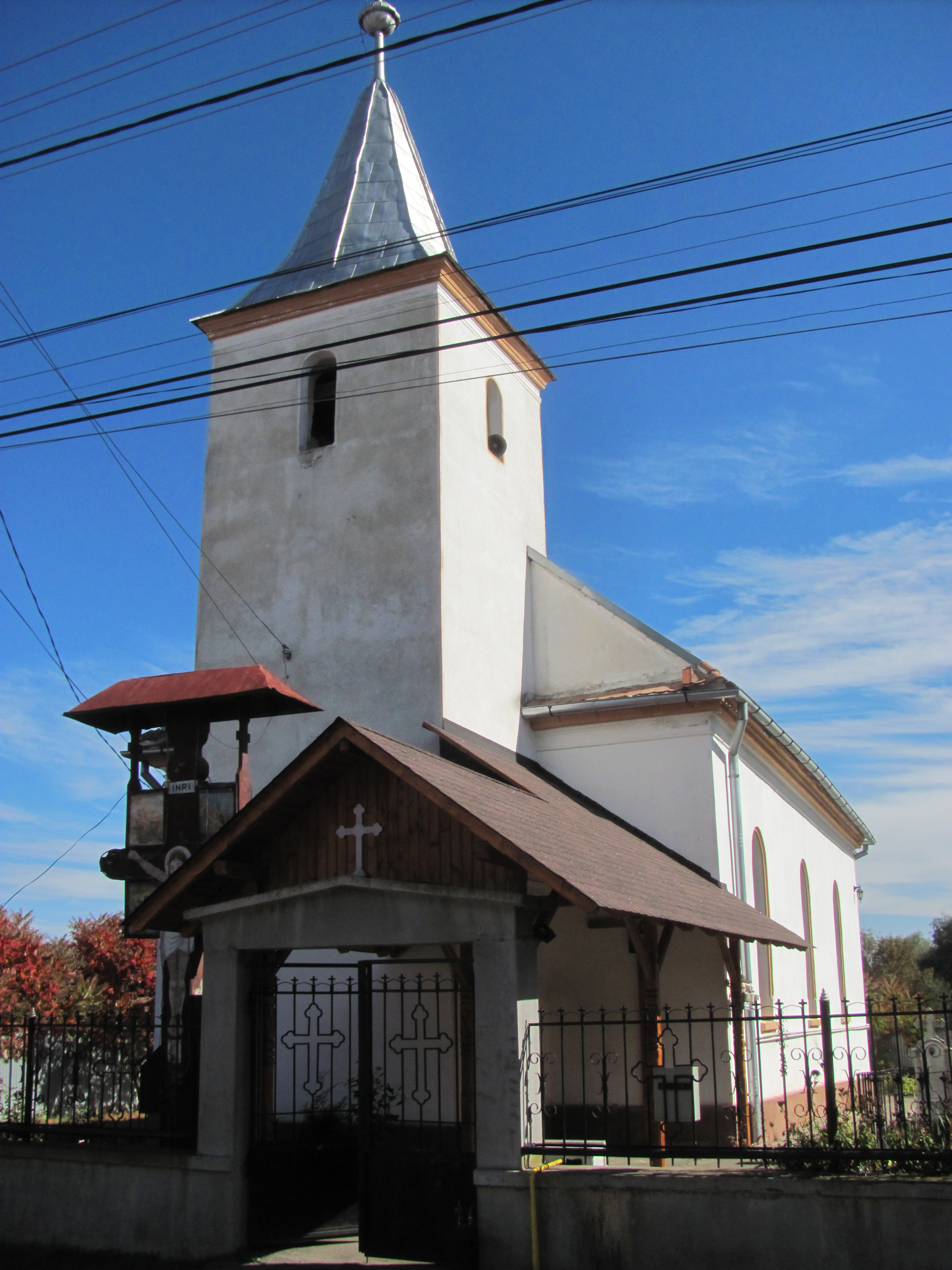
Biserica din jos, din satul Râușor

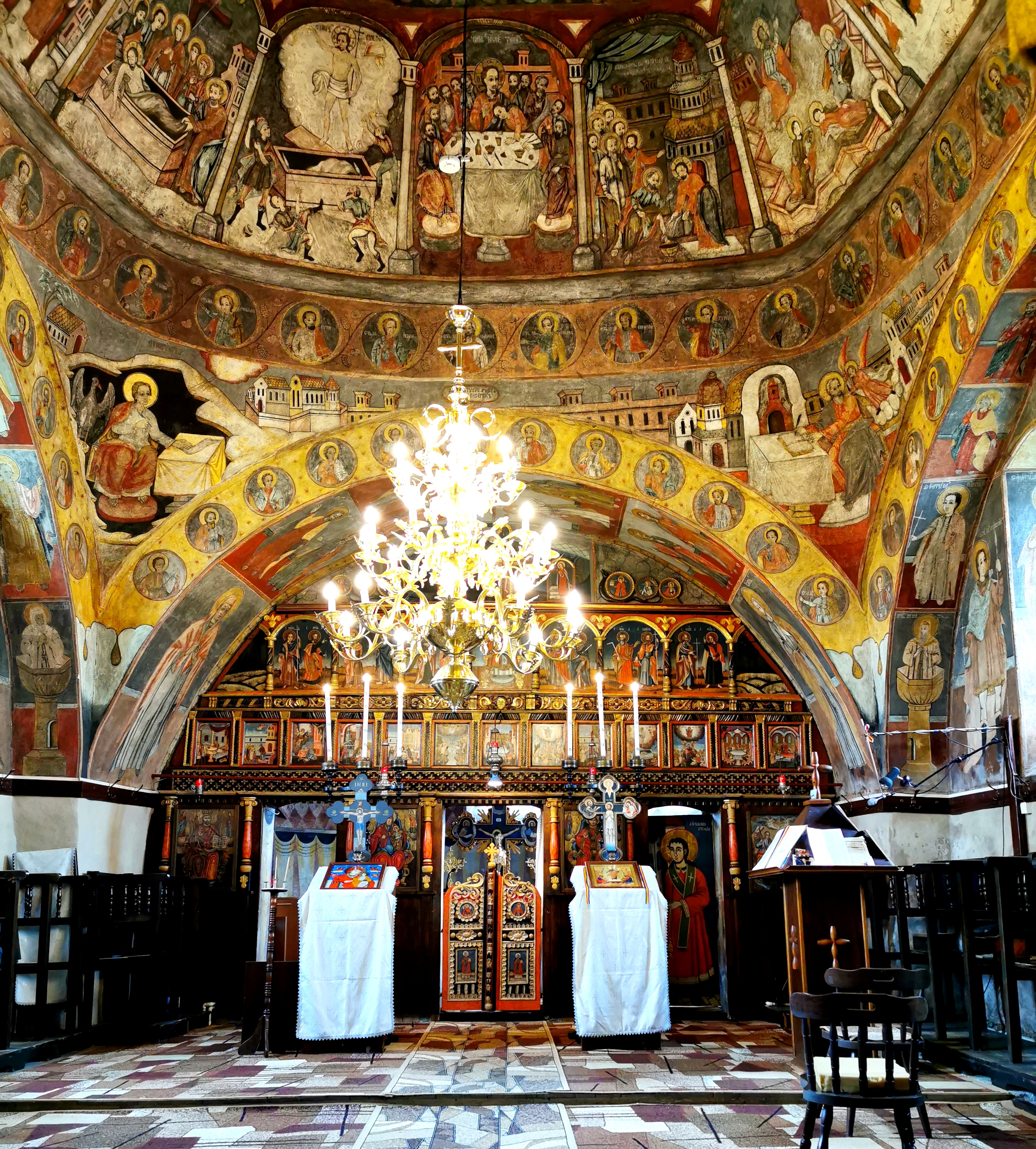
Interiorul biserici din Mândra

## Personalități născute aici
- Victor Roșca (n. 1926), inginer, luptător anticomunist, fost deținut politic.